# 石颈镇
石颈镇，是中华人民共和国广东省湛江市廉江市下辖的一个乡镇级行政单位。

## 行政区划
石颈镇下辖以下地区：
石颈社区、白坭村、平坡村、平山村、平城村、新屋村、大田村、扬名水村、山埇村、东埇村、烟塘村、蒙村、香岭村、鹿根垌村和石颈村。